# Lachapelle-aux-Pots
Lachapelle-aux-Pots is een gemeente in het Franse departement Oise (regio Hauts-de-France). De plaats maakt deel uit van het arrondissement Beauvais. Lachapelle-aux-Pots telde op 1 januari 2022 1.534 inwoners.

## Geografie
De oppervlakte van Lachapelle-aux-Pots bedroeg op 1 januari 2022 9,85 vierkante kilometer; de bevolkingsdichtheid was toen 155,7 inwoners per km².

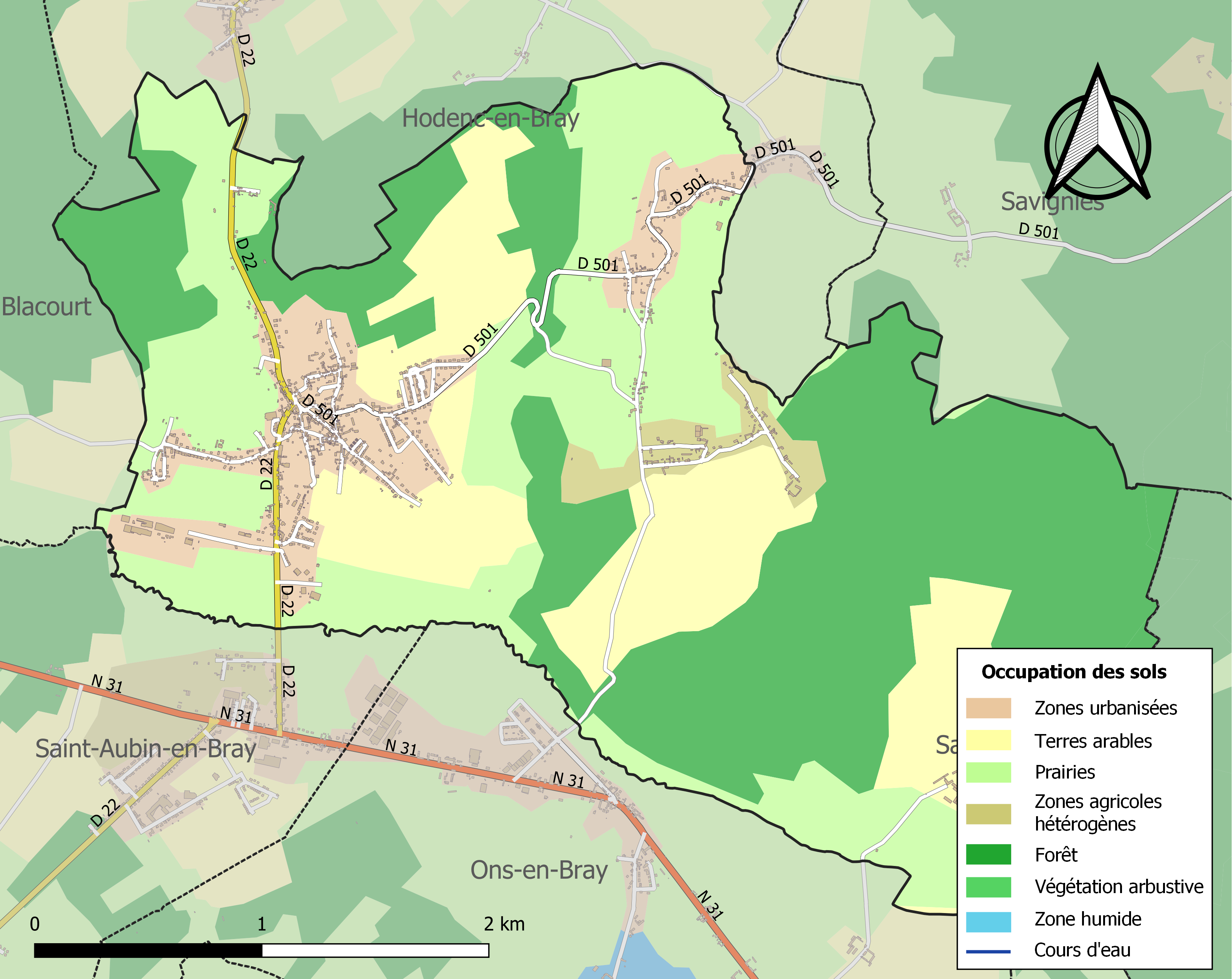
Kaart van de gemeente met belangrijkste infrastructuur, bodemgebruik en omliggende gemeenten

## Demografie
Onderstaande figuur toont het verloop van het inwonertal (bron: INSEE-tellingen).